# جيوفري تشارلز لورانس
جيوفري تشارلز لورانس (بالإنجليزية: Geoffrey Charles Lawrence)‏ هو سياسي تنزاني، ولد في 1915، وتوفي في 1994.